# Station Catalina
La Station Catalina (en anglais, Catalina Station, CS, ou Steward Observatory Catalina Station) est un observatoire astronomique situé sur le Mont Bigelow dans les Monts Santa Catalina à environ 29 kilomètres au nord-est de Tucson dans l'Arizona. Le site situé dans la forêt nationale de Coronado est utilisé avec une permission spéciale du service des forêts des États-Unis par l'observatoire Steward de l'université de l'Arizona.

## Histoire
Le site de la Catalina Station fut sélectionné par Gerard Kuiper du Lunar and Planetary Laboratory (LPL) de l'université de l'Arizona en 1960.  Il croyait qu'un emplacement un peu plus élevé que le site de l'observatoire de Kitt Peak serait meilleur pour les besoins du LPL, et le Mont Bigelow était à la fois plus haut et facilement accessible depuis l'Université de l'Arizona par la Catalina Highway. La construction commença fin 1962 et le premier télescope de 21", commença à fonctionner début 1963. A cette époque, le site était appelé Catalina Observatory. Ce premier télescope se trouvait sur le CS Site I, et plus tard en 1963, un télescope de 28" fut installé sur le CS Site II, à environ 500 m au sud-est. En 1965, un télescope de 61" fut installé sur le Site I, suivi de deux autres télescopes similaires de 60" sur le Site II peu après. En 1969, un télescope de 40" fut installé à proximité du Site II, à côté d'un émetteur de la FAA. Comme condition à l'occupation du site de l'observatoire du mont Lemmon (MLO), le U.S. Forest Service  exigea du LPL la libération du Site II, ce qui fut fait en 1972. Le télescope de 40" y resta jusqu'en 1975, date à laquelle il fut également déplacé à l'observatoire du Mont Lemmon.  En 1972, une chambre de Schmidt de 28" remplaça le télescope de 21". Le télescope Kuiper de 61" et la chambre de Schmidt continuent d'être utilisés actuellement, tout en ayant été rénovés plusieurs fois.  En 1978, le site fut transféré du Lunar and Planetary Laboratory à l'observatoire Steward. En 1989, il fut d'abord appelé Catalina Site, avant de prendre son nom actuel de Catalina Station,.

## Télescopes
- Le télescope Kuiper de 1,54 m (61"), appelé précédemment NASA Telescope, fut construit en 1965[1]. C'est un télescope de type Cassegrain avec deux miroirs secondaires différents disponibles[8]. C'est l'un des télescopes utilisés par les étudiants du Astronomy Camp[9].
- La chambre de Schmidt de 0,68 m/0,76 m fut installée à la CS en 1972[1]. Elle fut d'abord utilisée pour le Catalina Sky Survey en 1998 avant d'être complètement rénovée en 2003, modifiant significativement ses spécifications optiques d'origine[10].

### Anciens télescopes
- Le télescope de 54 cm (21"), installé en 1963, fut remplacé en 1972 par la chambre de Schmidt[1].
- Le télescope de 70 cm (28"), installé en 1963, fut déplacé à l'observatoire du mont Lemmon en 1972[1].
- Le télescope de 1,52 m (60"), appelé parfois le NASA Telescope, construit à la fin des années 1960, fut déplacé à l'observatoire du Mont Lemmon en 1972 et est maintenant appelé le Steward Observatory Telescope[1].
- Le télescope de 1,52 m (60") avec un miroir métallique en aluminium, construit à la fin des années 1960, fut déplacé à l'observatoire astronomique national de San Pedro Mártir dans la Sierra de San Pedro Mártir en 1970[1],[2].
- Le télescope de 1,02 m (40"), construit en 1969, fut déplacé à l'observatoire du Mont Lemmon en 1975[1],[4].